# چینچا آلتا
چینچا آلتا (به اسپانیایی: Chincha Alta) یک شهر در پرو است که در Chincha Province واقع شده‌است.

## خصوصیات
چینچا آلتا ۲٬۹۸۸ کیلومترمربع مساحت دارد ۹۷ متر بالاتر از سطح دریا واقع شده‌است.